# A Great Chaos
A Great Chaos è il terzo album in studio del rapper statunitense Ken Carson, pubblicato il 13 ottobre 2023 da Opium e Interscope Records. Una versione Deluxe dell'album è stata rilasciata il 5 luglio 2024.

## Antefatti
Il primo e unico singolo estratto dall'album, I Need U, è stato pubblicato il giorno di San Valentino del 2023 dopo essere stato annunciato a dicembre dell'anno precedente da Carson, mentre un secondo singolo intitolato It's Over è stato anticipato ma mai pubblicato. A giugno del 2023, Carson ha condiviso la tracklist dell'album, che doveva consistere in quattordici brani, e ha annunciato che sarebbe stato pubblicato il 13 ottobre dello stesso anno. Diversi brani sono stati condivisi illegalmente su un server su Discord prima dell'uscita dell'album.
Il 12 ottobre si è tenuto un launch party per l'album a Brooklyn, dove Carson ha cantato insieme al rapper Destroy Lonely i brani Singapore e Paranoid, contenuti nell'album. Il concerto è terminato con un'esibizione del rapper statunitense Playboi Carti.

## Descrizione
L'album comprende le collaborazioni dei rapper statunitensi Lil Uzi Vert e Destroy Lonely. È stato classificato come un album rage rap e ha ricevuto pareri diversificati da parte della critica.
| Recensione | Giudizio |
| ---------- | -------- |
| Pitchork   |          |

## Tracce
1. Green Room – 3:08
2. Jennifer's Body – 2:38
3. Fighting My Demons – 2:30
4. Singapore (feat. Destroy Lonely) – 2:31
5. Lose It – 2:20
6. Hardcore – 2:04
7. Me N My Kup – 3:54
8. It's Over – 1:35
9. Succubus – 2:29
10. Paranoid (feat. Destroy Lonely) – 2:07
11. Pots – 2:09
12. Like This (feat. Lil Uzi Vert e Destroy Lonely) – 3:12
13. Overtime – 1:46
14. Vampire Hour – 2:34
15. Nightcore – 3:07
16. Nightcore 2 – 3:02
17. Rockstar Lifestyle – 3:12
18. I Need U – 2:28

## Classifiche
| Classifica (2023) | Posizione massima |
| ----------------- | ----------------- |
| Austria           | 31                |
| Belgio (Fiandre)  | 56                |
| Belgio (Vallonia) | 120               |
| Canada            | 18                |
| Finlandia         | 35                |
| Francia           | 155               |
| Germania          | 45                |
| Islanda           | 14                |
| Lituania          | 9                 |
| Nuova Zelanda     | 21                |
| Paesi Bassi       | 51                |
| Polonia           | 15                |
| Regno Unito       | 43                |
| Stati Uniti       | 11                |
| Svizzera          | 13                |
| Ungheria          | 24                |